# エヴェリン・リヒター
エヴェリン・リヒター（独: Evelyn Richter、1930年1月31日 - 2021年10月10日）は、ドイツの女性写真家。

## 経歴
1948年～1954年までドレスデンのフランツ・フィードラーとパン・ヴァルターのもとで写真家としての教育を受け、ドレスデン工科大学の機械工学研究所で写真家として働いた。
1953年～1955年までライプツィヒ版画・製本芸術大学で写真撮影技術を研究し、1980年までフリーランスとして劇場写真や広告の仕事に従事した。
1981年からはライプツィヒ版画・製本芸術大学で教壇に立ち、1991年～2001年までは名誉教授となった。1990年～1991年までビーレフェルト専門大学での教鞭も引き受けていた。
現在では彼女はノイ・キルヒで働いている。
1992年にドイツ社会文化写真賞を受賞。2006年3月18日には州都ドレスデン文化賞を受賞。2010年初めには、レオンハルディ美術館で、80歳の誕生日を記念した展覧会が開催された。
2009年以降、ライプツィヒ造形美術館は、エルヴィン・リヒター・アーカイブを作成。このアーカイブには、2009年に東部ドイツ・シュパーカッセ財団が取得した彼女の主要作品も含まれている。彼女の芸術活動は、730枚の写真で記録されている。

## 主な展覧会
- 2010: Eros und Stasi. Ostdeutsche Fotografie Sammlung Gabriele Koenig. Ludwig Forum für Internationale Kunst, Aachen